# Sandie Toletti
  Sandie Toletti    (Banhòus de Céser, 13 de juliol de 1995) és una futbolista francesa que va jugar com a migcampista al Montpeller HSC fins al 2019 quan va fitxar pel Llevant UE. Actualment juga al Reial Madrid.
Va ser nomenada millor jugadora de l'Eurocopa sub-17 de 2012 i l'Eurocopa sub-19 de 2013. El 2013 també va debutar amb la selecció absoluta.

## Palmarès

### Campionats internacionals
| Títol                                      | Equip              | Seu          | Any  |
| ------------------------------------------ | ------------------ | ------------ | ---- |
| Campionat Europeu Femení Sub-19 de la UEFA | Selecció de França | Gal·les      | 2013 |
| Copa SheBelieves                           | Selecció de França | Estats Units | 2017 |